# Aleksandr Budnikov
Alexandr Fyodorovich Budnikov (em russo:  Александр Фёдорович Буднико; 10 de maio de 1956) é um velejador soviético, medalhista olímpico. Ele competiu nos Jogos Olímpicos de Verão de 1980 na classe Soling e conquistou a medalha de prata, ao lado de Boris Budnikov e Nikolay Polyakov. No mesmo ano, Polyakov e os irmãos Budnikov sagraram-se campeões europeus juntos em Soling, bem como vice-campeões europeus em 1982.